# Cryoturbatie

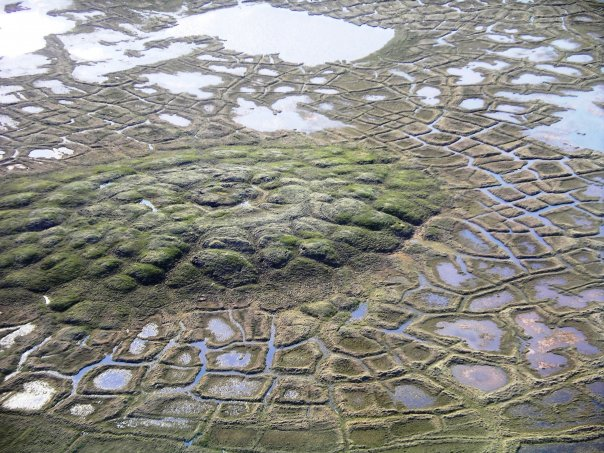
Voorbeeld van cryoturbatie in Canada

Cryoturbatie of kryoturbatie is het vermengen van bodemmateriaal uit verschillende bodemhorizonten door afwisselend bevriezen en ontdooien. Het verschijnsel doet zich voor in periglaciaalgebieden waar permafrost wordt aangetroffen. De effecten van cryoturbatie kunnen duizenden jaren merkbaar blijven in de bodem.

## Ontstaan
In de zomer ontdooit er de bovenlaag van de bodem. Deze ontdooide laag, de active layer, is 50 tot 70 cm diep. Het water uit de ontdooide laag kan door de bevroren ondergrond (permafrost) niet doordringen in diepere lagen. Deze active layer raakt daardoor verzadigd met water.
Het weer bevriezen van de bovenlaag in de winter gaat van boven naar beneden. Doordat de reeds bevroren laag uitzet ontstaat er druk op het niet bevroren materiaal tussen permafrost en de bevroren toplaag. Door deze druk beweegt het met water verzadigde niet-bevroren materiaal en het komt gedeeltelijk door scheuren aan de oppervlakte. Door een regelmatig herhaald proces van vriezen en dooien wordt het bodemmateriaal in deze active layer door elkaar gemengd.

## Classificatie
De bodems waarin dit proces zich voordoet staan bekend als permafrost bodems. In de bodemclassificatie worden ze benoemd als cryosolen (in de FAO bodemclassificatie - de World Reference Base for Soil Resources) of gelisolen (in het Amerikaanse systeem (USDA Soil Taxonomy))